# اسون سستر

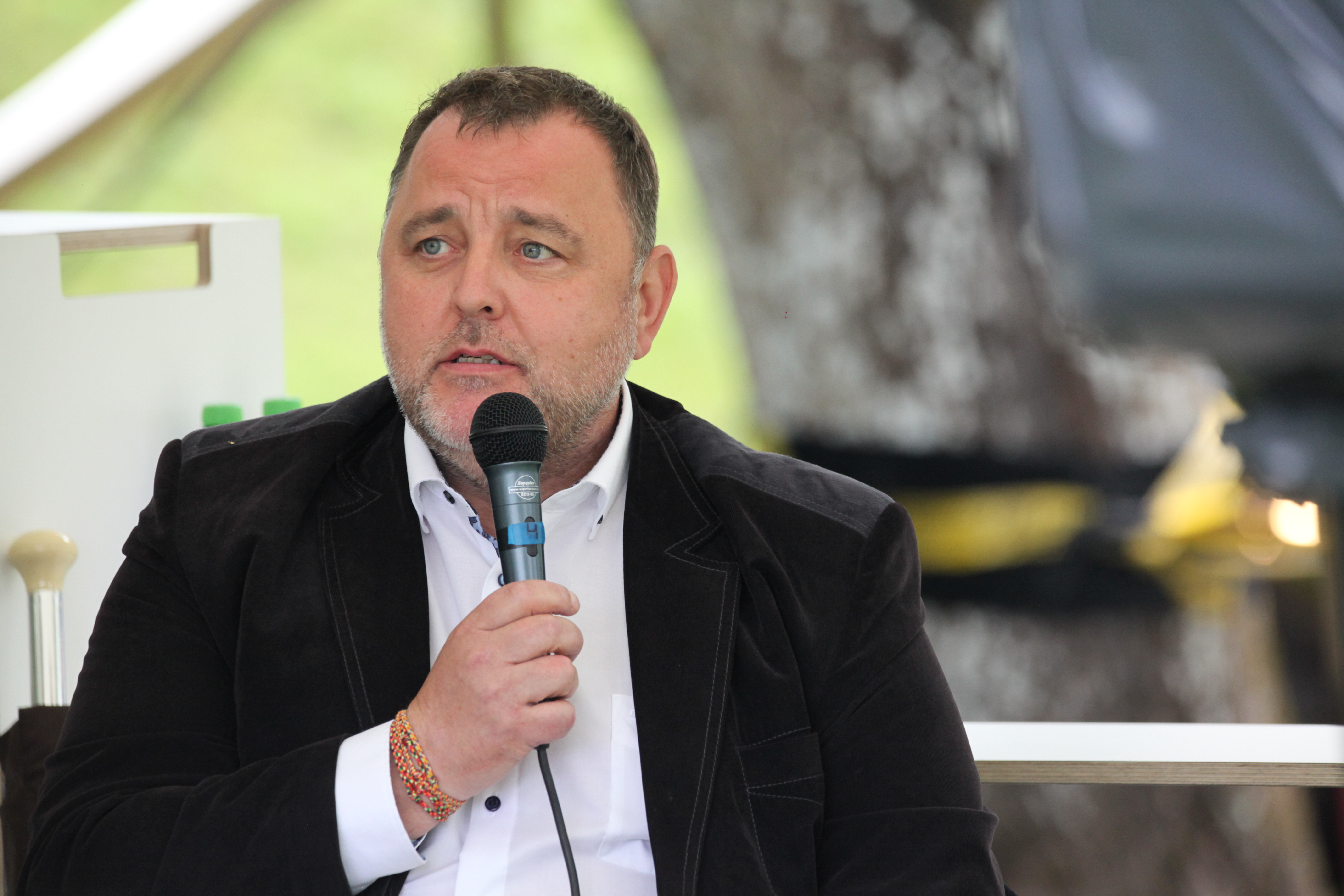
Sven Sester (2021)

اسون سستر (استونیایی: Sven Sester؛ زادهٔ ۱۴ ژوئیهٔ ۱۹۶۹) سیاست‌مدار اهل استونی است. وی از سال ۲۰۱۵ تا ۲۰۱۷ وزیر دارایی استونی بوده‌است.